# Wiel Mulders
Wilhelmus Josephus Alexander (Wiel) Mulders (Schaesberg, 1 september 1899 - Horn, 18 mei 1969) was een Nederlands politicus. Tussen 1956 en 1963 was hij lid van de Tweede Kamer der Staten-Generaal voor de Katholieke Volkspartij.
Mulders werd op 1 september 1899 geboren te Schaesberg uit Gerard Mulders en Anna Frederichs. Na de lagere school volgde hij een opleiding aan de Mijnwerkersschool en een avondschool metaalbewerking. Hij leerde zichzelf sociologie en economie. In 1913 begon hij te werken als ondergronds mijnwerker in de Oranje-Nassaumijnen. Daarna werkte hij van september 1913 tot maart 1929 nog in de Staatsmijn Wilhelmina, en van augustus 1941 tot november 1944 in de Staatsmijn Emma. In de tussenperiode was hij districtsbestuurder en propagandist voor de Nederlandse Katholieke Mijnwerkersbond (NKMB). Tussen 1 januari 1946 en augustus 1952 was hij vicevoorzitter van de NKMB. Van 1954 tot september 1956 was hij algemeen bestuurder belast met loon- en arbeidsvoorwaarden.
Op 3 juli 1956 werd Mulders lid van de Tweede Kamer der Staten-Generaal voor de Katholieke Volkspartij. Daar hield hij zich vooral bezig met economische zaken (mijnbouw) en sociale zaken (o.a. medezeggenschap, loonvorming en werkende jeugd). Hij kwam als regiovertegenwoordiger vooral op voor de belangen van de Limburgse mijnwerkers.
Mulders was getrouwd met Maria Postel en kreeg met haar vier zonen en vier dochters. Hij overleed op 18 mei 1969 te Horn op 69-jarige leeftijd.
- Biografisch Portaal: 82066285
- Parlement.com: vg09ll3he005